# Jurla
Jurla (in russo Юрла?) è un villaggio del Circondario dei Komi-Permiacchi nel Territorio di Perm', in Russia; è il centro amministrativo del distretto Jurlinskij.
Si trova 38 km a nord-ovest di Kudymkar e a 180 km da Perm'.